# إريك ليندروس
إريك بريان ليندروس (من مواليد 28 فبراير 1973) هو لاعب هوكي جليد كندي محترف سابق. وُلد ليندروس في لندن أونتاريو، لكنه نشأ في تورونتو. لعب هوكي الناشئين في دوري أونتاريو للهوكي لفريق أوشاوا جنرالز قبل أن يُختار كأول لاعب في "دخول دوري الهوكي الوطني" لعام 1991 من قبل فريق كيبك نورديك. رفض اللعب مع نورديك وقايضوه في نهاية المطاف إلى فريق فيلادلفيا فلايرز في يونيو 1992 في صفقة شملت مجموعة من اللاعبين واختيارات الدرافت، بما في ذلك بيتر فورسبرغ. خلال مسيرته في دوري أونتاريو للهوكي، قاد ليندروس فريق جنرالز للفوز بكأس ميموريال في عام 1990. قبل أن يُختار في عام 1991، فاز ليندروس بجائزة ريد تيلسون كأفضل لاعب في دوري أونتاريو للهوكي، وسُمِّي أيضًا لاعب العام في دوري الهوكي الكندي للناشئين.

## مسيرته
بدأ ليندروس مسيرته في دوري الهوكي الوطني مع فريق فيلادلفيا فلايرز خلال موسم 1992-1993. كان مهاجمًا قويًا ومتميزًا،وحقق معدلًا يفوق نقطة واحدة في المباراة. ومع ذلك، تسببت طريقته الصارمة في اللعب في تعرضه للعديد من الإصابات، وخاصة الارتجاجات التي جعلته يغيب عن عدد كبير من المباريات. فاز ليندروس بجائزة هارت التذكارية كأفضل لاعب في الدوري وجائزة ليستر بي. بيرسون كأفضل لاعب بعد الموسم الذي قلصه الإضراب في 1994-1995. في أغسطس 2001، انضم ليندروس إلى نيويورك رينجرز عبر صفقة، ثم وقّع مع تورونتو ميبل ليفس ليفز لموسم 2005-2006 قبل أن ينهي مسيرته في 2006-2007 مع فريق دالاس ستارز.
على الصعيد الدولي، مثّل ليندروس كندا في بطولات العالم للناشئين ثلاث مرات (1990، 1991، و1992)، وفاز بميداليتين ذهبيتين في عامي 1990 و1991. وكان ليندروس يتصدر قائمة الهدافين التاريخيين لكندا في بطولات العالم للناشئين برصيد 31 نقطة حتى تجاوزه كونور بيدارد في عام 2023، بفارق خمس نقاط عن جوردن إيبرل وبرايدن شين. كما مثّل ليندروس المنتخب الكندي الأول في بطولة العالم للهوكي، وقاد الفريق في التسجيل في بطولة 1993. في الألعاب الأولمبية، مثّل كندا ثلاث مرات (1992، 1998، و2002)، وفاز بميدالية فضية في 1992 وذهبية في 2002. في عام 2016، أُدرج ليندروس في قاعة مشاهير الرياضة في أونتاريو، حيث أشاد بالمنشآت الرياضية العالية الجودة في لندن، أونتاريو، ومدربيه ووالديه لدورهم في نجاحه. وفي نفس العام، أُدرج في قاعة مشاهير الهوكي.وفي عام 2017، اختير كواحد من "أفضل 100 لاعب في تاريخ دوري". واعتزل قميصه رقم 88 من قبل فريق فيلادلفيا فلايرز في عام 2018.